# NHL Winter Classic 2019

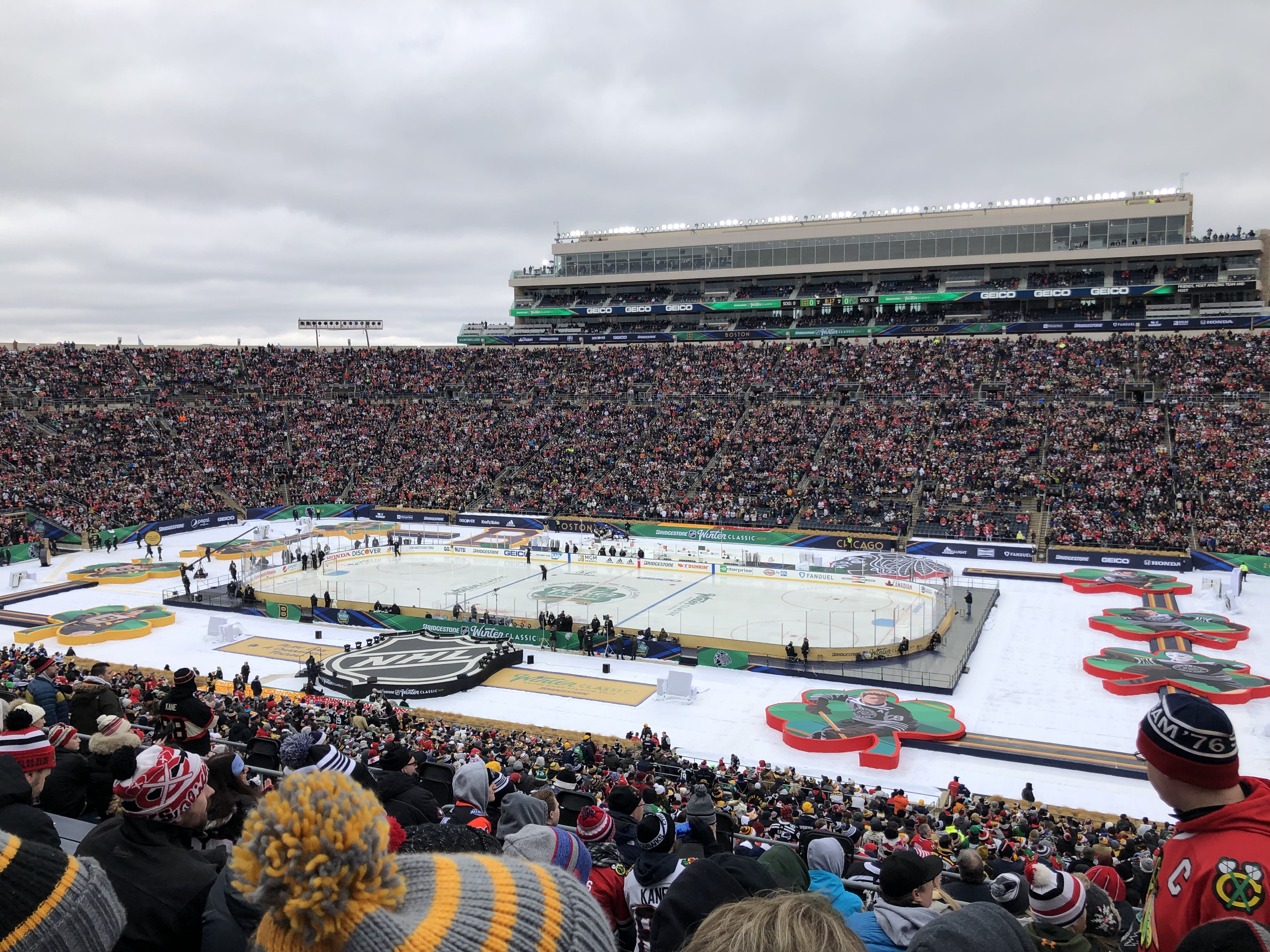
NHL Winter Classic 2019

Das NHL Winter Classic 2019 (aus Marketinggründen offiziell Bridgestone NHL Winter Classic 2019) ist ein Freiluft-Eishockeyspiel, das am 1. Januar 2019 im Rahmen der Saison 2018/19 der National Hockey League (NHL) ausgetragen wurde. In dieser elften Auflage des NHL Winter Classic verloren die Chicago Blackhawks gegen die Boston Bruins im Notre Dame Stadium in Notre Dame, Indiana, dem Heimstadion von den University of Notre Dame Fighting Irish. Die Bruins gewannen 4:2. Es war das vierte Winter Classic für die Blackhawks (2009, 2015, 2017) und das dritte für die Bruins (2010, 2016). Es war das erste Mal, dass die Bruins die Gastmannschaft ist.